# Rochinia brevirostris
Rochinia brevirostris is een krabbensoort uit de familie van de Epialtidae. De wetenschappelijke naam van de soort is voor het eerst geldig gepubliceerd in 1904 door Doflein.